# Новый Караул
Новый Караул — деревня в Красногорском районе Удмуртской республики.

## География
Находится в северо-западной части Удмуртии на расстоянии приблизительно 13 км на северо-восток по прямой от районного центра села Красногорское.

## История
Известна с 1891 года как починок Караульский Волок (Новый Караул), в 1905 году 70 дворов, в 1924 (уже деревня Караул Новый) — 77. Современное название с 1935 года. До 2021 года входила в состав Архангельского сельского поселения.

## Население
Постоянное население составляло 452 человека (1905), 472 (1924, русские), 94 человека в 2002 году (русские 41 %, удмурты 59 %), 61 в 2012.